# Cyarda subfalcata
Cyarda subfalcata är en insektsart som beskrevs av Van Duzee 1923. Cyarda subfalcata ingår i släktet Cyarda och familjen Flatidae. Inga underarter finns listade i Catalogue of Life.